# Ben 10: Omniverse 2
Ben 10: Omniverse 2  è un videogioco d'azione sviluppato dalla High Voltage Software e 1st Playable Productions e pubblicato dalla D3 Publisher nel novembre 2013 per le console PlayStation 3, Xbox 360, Wii, Nintendo 3DS e Wii U. Fa parte della serie di videogiochi ispirati al cartone animato Ben 10 ed è il seguito di Ben 10: Omniverse.

## Trama
Gli Incursiani hanno invaso la Terra, e Ben è creduto scomparso da tutti ma fortunatamente grazie ad Azmuth riesce a salvarsi ed è pronto per sventare la minaccia degli Incursiani guidati da Attea e del suo alleato, il dr. Psycho.

## Modalità di gioco
Nelle versioni per console Wii, Wii U, PlayStation 3 e Xbox 360 gli alieni sono divisi in 3 classi:
- Pesante: Gli alieni grossi sono più lenti ma forti per distruggere ostacoli grandi.
- Media: Sono in grado di fare un attacco da lontano per colpire oggetti in movimento o guardie in fuga.
- Leggera: Sono le più veloci delle altre classi ma di conseguenza anche le più deboli in combattimento.